# 以色列鑽石交易所
32°5′0.84″N 34°48′8.51″E / 32.0835667°N 34.8023639°E
以色列鑽石交易所位於以色列特拉維夫附近城市拉馬干，是世界最大的鑽石交易所。該交易所是一家私營企業，會員有約2800家鑽石交易商及加工商。以色列首個鑽石加工工廠開業於1937年。隨著鑽石貿易的發展，以色列鑽石交易所在1960年代開業。

## 外部連結
- Israel Diamond Exchange（页面存档备份，存于）